# Спорт на Гренланду
Спорт је важан део гренландске културе, јер је становништво генерално прилично активно. Главни традиционални спорт на Гренланду су арктички спорт, облик рвања за који се сматра да је настао у средњем веку.
Популарни спортови су фудбал, атлетика, рукомет и скијање. Рукомет се често назива националним спортом, а мушка рукометна репрезентација Гренланда је 2001. године била сврстана међу 20 најбољих на свету.
Гренланд има одличне услове за скијање, риболов, сноубординг, пењање по леду и пењање по стенама, мада је шира јавност преферира планинарење и планинарење. Иако је окружење земље углавном неприкладно за голф, на острву ипак постоје терени за голф. Гренланд је други пут домаћин домаћих двогодишњих међународних такмичења, највећег светског мултиспортног и културног догађаја за младе Арктика 2016. године.

## Фудбал
Фудбалски савез Гренланда (гренл. Kalaallit Nunaanni Arsaattartut Kattuffia) има национални фудбалски тим, али још увек није члан ФИФА-е због сталних несугласица са ФИФА-иним руководством и немогућности гајења траве. Председник Фудбалског савезан Данске Јеспер Мøллер посетио је Гренланд 2015. године и том приликом дански и гренландски савез потписали су споразум о сарадњи који има за циљ подстицање игре на основном нивоу и изградњу четири до шест вештачких терена. Програм FIFA Goal спонзорисао је стадион Какорток у Какортоку, који има терен са вештачком травом. Гренланд сваке године одржава Првенство Гренланду у фудбалу. Они су такође члан Конфедерације независних држава које нису члан ФИФА-е. На Острвским играма на Бермудама освојили су 2. место. Гренланд је био домаћин острвских игара 2019. године. 
Рекордни шампион Гренланда је Б-67 Нуук са 13 освојених титула. Удружење има око 5500 чланова који играју у 38 клубова.

## Скијање
Најстарије спортско удружење на Гренланду је Гренландска скијашка федерација (GIF), основана 1969. године. То се догодило када је тадашњи председник ГИФ-а Данијел Свичинг предузео иницијативу за оснивање савеза. Савез није члан Међународне скијашке федерације (ФИС), али гренландски скијаши су учествовали на Олимпијским играма и светским првенствима под данском заставом на Олимпијским играма 1968, 1994, 1998. и 2014. године.

## Рукомет
Рукомет је национални спорт Гренланда. Рукометна репрезентација Гренланда је три пута учествовала на Светском првенству у рукомету. Дебитантнски наступ имали су првенству 2001. године у Француској. У првом мечу икада на првенсту поражени су од Хрватске 15:25. Затим су поражени од Шпаније 16:31 и САД 26:18. У последњем колу поражени су од Немачке 39:8. На крају су били 20. место од 24. репрезентација.
Играли су и на следећем првенству 2003. године у Португалу, али су претрпели сва 3 пораза и заузели последње место.
После једног пропуштеног првенства, Рукометна репрезентација Гренландабила је учесник Светског првенства 2007. године које се одржавало у Немачкој. Поражени су у групи од Словеније 21:35, Туниса 20:36 и Кувајта 29:37. У разигравању за пласман од 13. до 24. места победили су Аустралију 34:25, а затим су у тесном мечу поражени од Бразила 30:33. У утакмици за 21. место поражени су од Анголе 28:29 тиме су првенство завршили са једном победом и пет пораза и заузели 22. од 24. места.
Женска рукометна репрезентација Гренланда је до сада једном учествовала на Светском првенству. Било је то на Првенству 2001. године. Гренланд је изгубио свих пет утакмица и у коначном пласману заузео последње 24. место.

## Остали спортови
Гренланд се такмичи на Арктичким зимским играма. Гренланд је био домачин игара 2002. године, а оне су одржане у Нуку, Икалуиту и Нунавуту. На овом такмичењу учествују области Канаде и Русије које се налазе око Арктичког круга.
Гренланд редовно учествује сваке две године на Острвским играма, које организује Међународно удружење острвских игара.
Бадминтон се игра на Гренланду од 1973. године. Од 1980. постоје првенства Гренланда за сениоре и јуниоре. Између 2000. и 2006. кратко је време било и тимско првенство. Од 1980. постоје првенства Гренланда за сениоре и јуниоре. Између 2000. и 2006. кратко је време било и тимско првенство. На међународном нивоу, Гренланд је освојио златну медаљу у мушком синглу на Острвским играма 2005. и 2009. године . Злато је постигнуто у мушким паровима на Острвским играма 2013. и 2015. године. Поред тога, била је и златна медаља у екипној конкуренцији на Острвским играма 2019. године. На европским првенствима 2008. и 2010. године, играчи Гренланда такмичили су се за Данску. Гренланд је учествовао у бадминтону на европском екипном првенству за мушкарце и жене 2018. године и победио је у првом мечу на међународном екипном првенству у бадминтону против Мађарске.
Као део Данске, Гренланд нема право да се такмичи на Олимпијским играма, али је неколико Гренланђана учествовало под данском заставом.